# MR 610

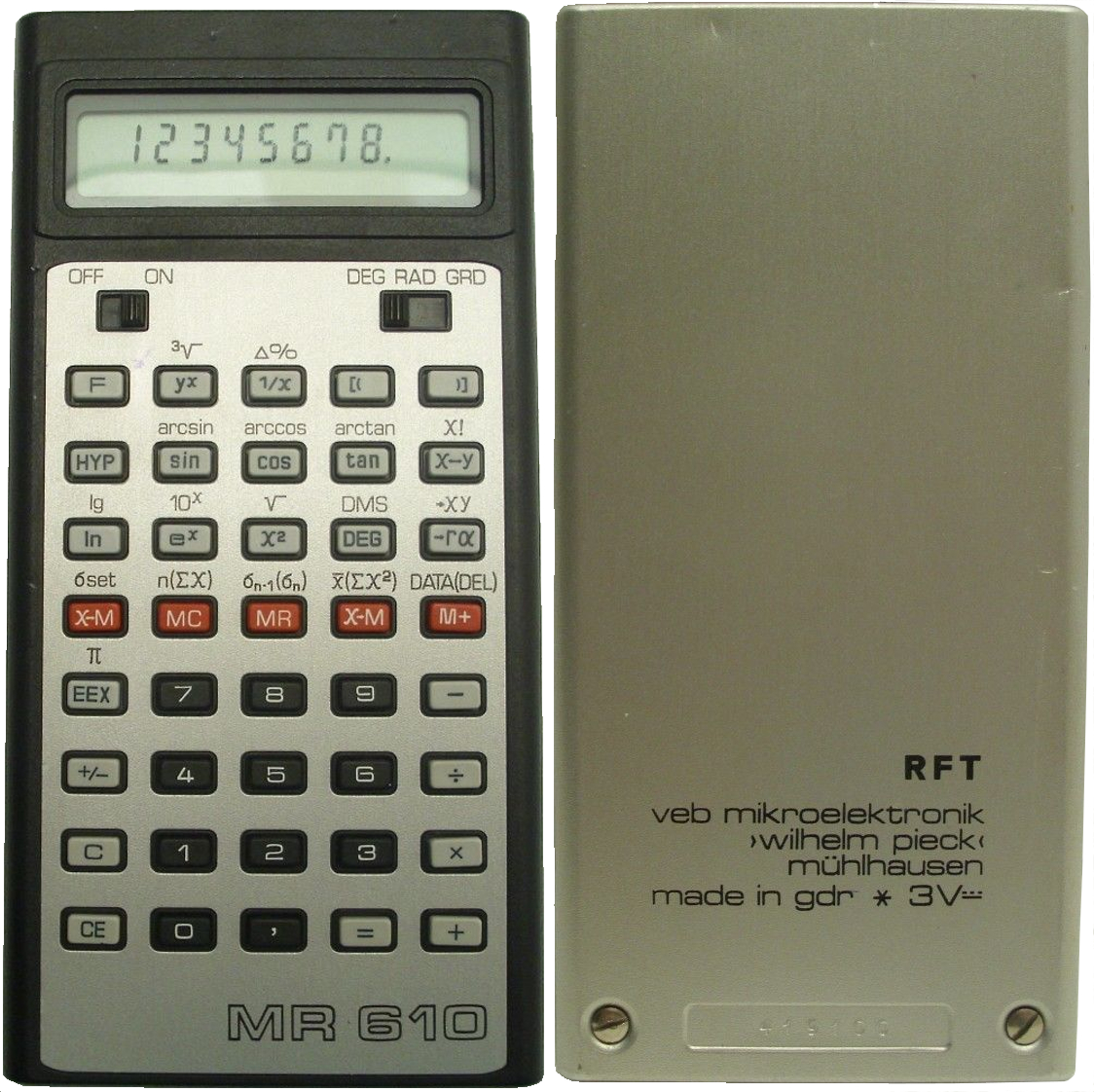
MR 610

Der MR 610 ist ein Taschenrechner, der in der DDR vom VEB Mikroelektronik „Wilhelm Pieck“ Mühlhausen entwickelt und hergestellt wurde. Aufgrund des Funktionsumfangs ist er das Spitzenmodell der in der DDR hergestellten Taschenrechner. Der Preis lag zunächst bei 730 Mark und wurde später auf 205 Mark gesenkt.

## Technische Daten
Der MR 610 ist ein nichtprogrammierbarer Gleitkomma-Taschenrechner mit Exponential-Darstellung. Neben den Grundrechenarten verfügt der Taschenrechner über einen Speicherplatz und Winkelfunktionen. Außerdem beherrscht der Taschenrechner hyperbolische Winkelfunktionen, die Klammerrechnung, Statistikfunktionen und die Umrechnung von Polarkoordinaten in kartesische Koordinaten, was ihn vom kleineren Modell MR 609 bzw. SR1 abhebt.
Als technische Grundlage diente der Taschenrechner SLC-8300 von Toshiba, dessen Prozessor (T3636) in den ersten Modellen verwendet wurde. In späteren Modellen wurde dann der Prozessor U826G verwendet, der jedoch weitgehend kompatibel ist. Neben dem Prozessor sind auch die Leiterplatte und das Display weitgehend zum SLC-8300 identisch, so dass beide Rechner die gleiche Tastaturbelegung und das gleiche Display haben.
Der Taschenrechner wird mit 2 Knopfzellen vom Typ SR 44 oder LR 44 betrieben.

## Designvarianten
Der MR 610 wurde in verschiedenen Farbvarianten produziert. In den ersten Geräten wurde ein gelbes Displayglas verwendet, welches später einer farblosen Variante gewichen ist. Als Funktionstasten wurden blaue Tasten mit weißer Beschriftung oder weiße Tasten mit schwarzer Beschriftung verwendet. In geringer Stückzahl wurde der Rechner in einem weißen Gehäuse mit weißen Tasten produziert.
Bei TESLA in der Tschechoslowakei wurde eine Variante produziert, die mit 2 AA-Batterien betrieben wird und deshalb ein höheres Gehäuse mit einer leicht angewinkelten Vorderseite aufweist.